# Vichada
Vichada est l'un des 32 départements de la Colombie.

## Géographie
Le département de Vichada est situé à l'est de la Colombie. Il est bordé au sud par le département de Guainía, au sud-ouest par celui de Guaviare, à l'ouest par le département de Meta, au nord-ouest par ceux de Casanare et Arauca. Au nord-est et à l'est, le département de Vichada est limitrophe du Venezuela (États d'Apure et d'Amazonas).

### Géographie physique

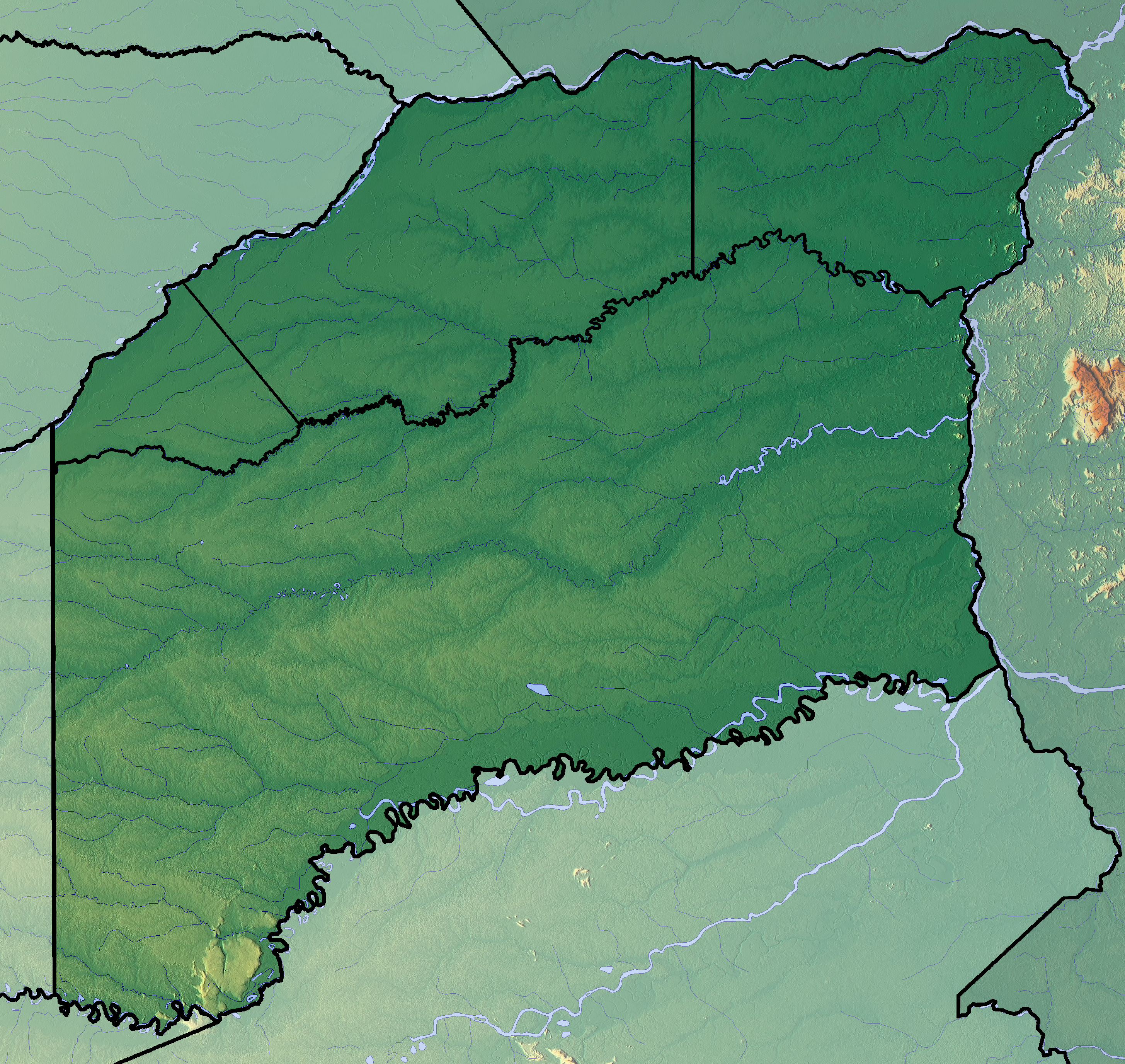
Carte topographique de Vichada.

#### Topographie
Le département de Vichada est constitué de vastes plaines, partie orientale sur le territoire colombien de l'ensemble plus vaste des Llanos, qui s'étendent du piémont de la Cordillère Orientale jusqu'au Venezuela. Ces plaines sont baignées par de nombreux affluents du bassin de l'Orénoque.
Le Vichada présente de nombreux affleurements rocheux du plateau des Guyanes.
Au centre du département et près du Río Vichada se trouve la structure du Vichada, un cratère d'impact présumé découvert en 2004. Avec un diamètre intérieur de 30 km et extérieur de 50 km, il serait le plus grand cratère situé sur le continent sud-américain si son origine venait à être confirmée.

#### Hydrographie
Le département de Vichada possède une importante hydrographie. Sa frontière nord suit le cours du río Meta, sa frontière sud celui du río Guaviare. Tous deux se jettent dans l'Orénoque, qui constitue la frontière est du département. Au centre, traversant le département d'ouest en est, coulent le río Vichada et le río Tomo.
Ces fleuves, aux cours sinueux, possèdent de nombreux bras morts formant autant de lacs.

### Géographie humaine

#### Municipalités

Municipalités de Vichada

Le département de Vichada, peu peuplé, est divisé en seulement quatre municipalités :
- Cumaribo, située au sud, entre les cours des ríos Guaviare et río Tomo. C'est la plus étendue des municipalités du département, dont elle regroupe plus de la moitié de la population.
- La Primavera, située au nord.
- Puerto Carreño, située au nord-est. C'est le chef-lieu du département.
- Santa Rosalía, située au nord-ouest.

#### Ethnographie
La population se répartit de la manière suivante :
- Blancs et métis : 52,8 %
- Amérindiens : 44,4 %
- Afro-colombiens : 2,8 %

## Politique

### Gouverneurs
- Sergio Andrés Espinosa : gouverneur actuel du département de Vichada[3].

## Transports

### Transports aériens
- Aéroport Germán-Olano, desservant la municipalité de Puerto Carreño.